# 2015년 유엔 기후 변화 회의
2015년 유엔 기후 변화 회의(영어: 2015 United Nations Climate Change Conference; COP 21, 프랑스어: Conférence de Paris de 2015 sur le climat)는 2015년 11월 30일부터 12월 12일까지 프랑스 파리에서 열린 기후변화 국제회의이다.

## 주요 의제
교토 의정서 체제가 끝난 뒤의 온실가스 감축 관련 사항을 다룰 예정이다. 교토 의정서 체제에서는 선진국만 온실가스 감축 의무가 있었으나, COP21에서는 모든 나라가 감축 의무를 지어야 한다. 2015년 현재 UN은 온실가스 배출의 60% 이상을 차지하는 40여개국에 대해 ‘포스트-2020 기후변화 목표’를 세워두고 있다.

## 대한민국
대한민국은 당초 선진국들의 진행상황을 지켜본 뒤 9월 즈음에 국가 온실가스 감축목표(공약) (INDC: Intended Nationally Determined Contribution)를 제출할 예정이었다. 그러나 교토 의정서 당시와는 달라진 한국의 위상을 고려하여 6월 말에 제출하는 것으로 앞당겼다.
애초 멕시코 기준을 따라갈 것으로 예상되었으나, 국제위상 등을 이유로 2015년 6월 30일에 2030년 배출전망 (BAU)인 8억 5060만 ton CO2 대비 37%를 감축하겠다고 결정하였다. 그러나 이에 대해 산업계와 시민사회계 모두 불만인데, 산업계는 이렇게 기준을 정할 경우 산업이 망한다는 이유로, 시민사회계는 국제적 위상에 맞추지 않았고 한국산업 현실을 고려하지 않았다는 이유로 모두 불만을 표시했다. 여기에 온실가스 감축방안에 있어 원전 증설이 포함되어있어 논란이 되기도 하였다. 무엇보다도 2020년 감축목표로 제시한 BAU 대비 30% 감축안보다 5.5%에서 15% 후퇴한 것이었다.
반기문 UN사무총장은 이번 결정에 대해 환영한다는 뜻을 표했다.

## 미래
2015년 10월 1일까지 각 국가로부터 감축목표(공약)을 받으면 이를 취합하여 11월 1일에 종합 보고서가 발간된다. 이후 11월 말부터 12월까지 프랑스 파리에서 열리는 본회의에서 다루어지고 파리에서 의결되는대로 구체적 실천방안을 수립하고 난 뒤 COP21 체제가 시행될 예정이다.

## 같이 보기
- 파리 협정 (2015년)